# Chakotay

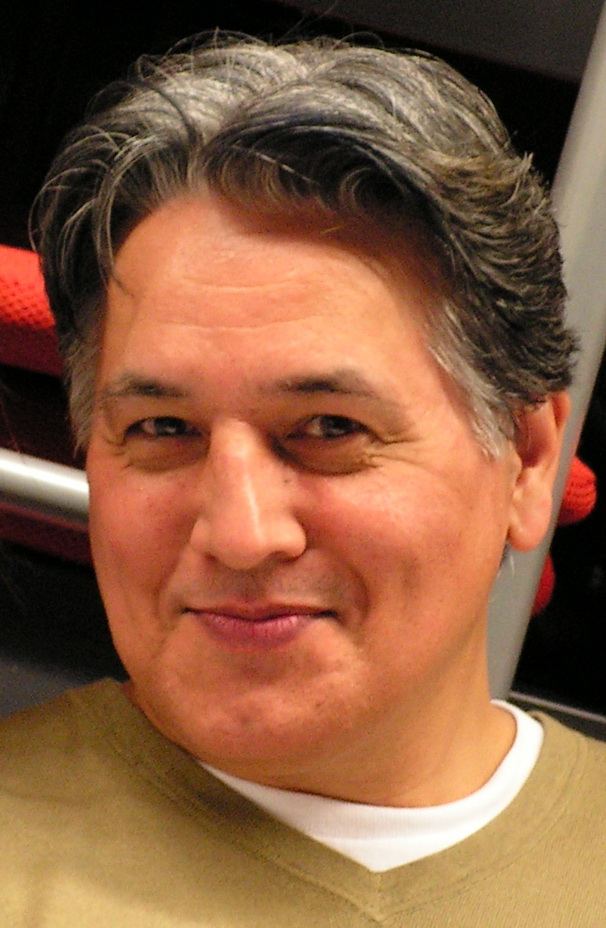
Robert Beltran, představitel role Chakotaye

Chakotay je fiktivní postava ze světa Star Treku. V seriálu Star Trek: Vesmírná loď Voyager byl zpočátku makistickým velitelem, a poté prvním důstojníkem na lodi Federace USS Voyager. Objevil se také v animovaném seriálu Star Trek: Fenomén. Postavu Chakotaye ztvárnil a namluvil herec Robert Beltran.

## Biografie
Chakotay se narodil v roce 2329. Vyrůstal po boku svého otce Kolopaka, jenž studoval nejmenovaný americký domorodý kmen. Snil však o kariéře v Hvězdné flotile, což se mu nakonec podařilo, s podporou kapitána Hikaru Sulu. Akademii Hvězdné flotily Chakotay navštěvoval mezi lety 2344 až 2348. Volný čas zde trávil provozováním boxu.
Během jeho služby u Hvězdné flotily Chakotay pracoval jako taktický instruktor Hvězdné flotily s hodností nadporučíka (?).
V roce 2370 byla Chakotayova domovská planeta, nacházející se v demilitarizované zóně, podstoupena cardassianům v rámci smlouvy mezi Federací a Cardassijskou unií. Chakotay kvůli tomu vzápětí opustil Hvězdnou flotilu, a přidal se k makistům. Během doby kdy spolupracoval s makisty, seznámil se s B'Elannou Torresovou, která se stala šéfinženýrem na jeho malé lodi. Mezi svoji posádku přijal také Sesku, cardassijskou špiónku, která byla pomocí plastické operace pozměněna tak, aby vypadala jako bajoranka.
Chakotay byl kapitánem malého raideru jménem Val Jean. V roce 2371 byl pronásledován cardassijskou lodí, a snažil se jí setřást v oblasti Badlands. To se mu sice podařilo, ale vzápětí byla jeho loď přemístěna o 75 tisíc světelných let daleko, do odlehlé oblasti kvadrantu delta. Stejný osud potkal i loď Federace USS Voyager, jejímž úkolem bylo Chakotayovu loď najít. V delta kvadrantu byl Val Jean zničen v boji s kazon-ogly. Protože kapitán Kathryn Janewayová zničila zařízení, které obě plavidla do delta kvadrantu dostalo, nezbývalo Chakotayovi nic jiného, než souhlasit s návrhem Janewayové, a spojit obě posádky do jedné, která spolu bude spolupracovat na cestě zpět do kvadrantu alfa. Chakotay se stal prvním důstojníkem na Voyageru, B'Elanna Torresová šéfinženýrem (epizoda "Ochránce").
Během pobytu na Voyageru se z Chakotaye a Janewayové stali blízcí přátelé. V epizodě "Resolutions" spolu dokonce prožili románek, když byli oba nuceni zůstat na neznámé planetě poté, co se nakazili neznámou nemocí. Když však Voyager získal od vidianů lék, vrátili se pro oba zpět.
Na konci sedmileté pouti Voyageru zpět do alfa kvadrantu si Sedmá z devíti, bývalá členka společenstva borgů, vybrala Chakotaye jako vhodný objekt pro její zkoumaní lidskosti. V alternativní budoucnosti (epizoda „Endgame“) byli tito dva dokonce manželé.